# 아이르기아
아이르기아(Aergia)는 아이테르와 가이아의 딸로 게으름이나 나태를 의인화한 여신이다. 존재성이 없어서 신화속에는 있다로만 존재하고 그 외에는 전혀 활동성을 보이지 않는 편이다. 그녀가 누구랑 결혼하였는지 어디서 지내는지 어떻게 사는지 조차 알려진 바가 뚜렷하게 나타나 있지는 않다.